# Alimex
Alimex (alimex GmbH Precision in Aluminium) ist ein Aluminiumverarbeiter mit Sitz in Willich und Standorten in den USA (Columbia/South Carolina) und Benelux (Venray/Niederlande) sowie in Malaysia. Das Familienunternehmen fertigt Produkte auf Basis von Platten aus dem Aluminiumguss-Verfahren.

## Aluminiumgussverfahren
Alimex hat mit der Einführung des Aluminiumsgussplattenverfahrens einen weltweiten Standard gesetzt. Bei dem Verfahren werden in einer Glühhalle durch tage- bis wochenlanges Glühen Spannungen in den aus unterschiedlichen Legierungen bestehenden Aluminiumgussplatten abgebaut und so besondere Werkstoffeigenschaften wie spezielle Korrosionsbeständigkeit, unterschiedliche Härtegrade oder Oberflächenstrukturen erzielt. Diese Eigenschaften ermöglichen den Einsatz von Aluminium-Halbzeugen und -Bauteilen speziell in der Halbleiter- und Solarindustrie, der Medizintechnik, dem Maschinenbau sowie der Raumfahrt- und Optischen Industrie.

## Produkte
Alimex fertigt Platten, Zuschnitte und Bauteile aus Aluminium Gussmaterial für globale Unternehmen der Halbleiter- und Solarindustrie, der Medizintechnik, des Maschinenbaus, der Optischen Industrie sowie weiteren Branchen und Industriezweigen. So wurden Aluminium-Teile aus Willich im internationalen Radioteleskop-Observatorium in der Atacama-Wüste in Chile verbaut.

## Geschichte
Die Anfänge des Unternehmens liegen im Jahr 1970, als Helmut Geller die Firma Alimex Metallhandelsgesellschaft in Bad Homburg ins Leben rief. Seit 1985 werden Aluminium-Gussplatten in Willich produziert. 2004 wurde eine Schwestergesellschaft in den Niederlanden gegründet, zwei Jahre später die alimex UK Precision in Aluminum in Großbritannien. Seit 2007 ist das Unternehmen auch in den USA präsent. Im gleichen Jahr wurde die alimex GmbH Precision in Aluminium gegründet. 2014 hat die ThyssenKrupp Aerospace die Luft- und Raumfahrtaktivitäten der Alimex übernommen. 2017 wurde am Stammsitz in Willich eine neue Glühhalle in Betrieb genommen. Im April 2019 erfolgte der Verkauf von alimex UK Precision in Aluminium Ltd. an das britische Unternehmen Metalex Products Ltd.
Im Januar 2020 wurde die Tochter alimex ACP Asia Sdn Bhd gegründet und ein Produktionsstandort in Malaysia (Johor) eröffnet.

## Eigentumsverhältnisse
Das mittelständische Familienunternehmen ist in zweiter Generation im Besitz der Familie Geller.